# Тиберій Клавдій Помпеян Квінціан
Тиберій Клавдій Помпеян Квінціан (Tiberius Claudius Pompeianus Quintianus; ? —181/182) — патрицій часів Римської імперії.

## Життєпис
Походив з роду Клавдіїв Помпеянів. Син Тиберія Клавдія Помпеяна та Аннії Луціли, доньки імператора Марка Аврелія. Здобув гарну освіту. Проте не мав державної кар'єри, більше уваги приділяв розвагам. Замолоду товаришував із Коммодом, сином Марка Аврелія.
У 181 або 182 році вступив у змову проти Коммода, що у 180 році став імператором. До змови долучилися Марк Клавдій Уммідій Квадрат та мати Луціла. Змову викрито, а Квінціана разом з іншими було страчено.

## Родина
Був одружений зі зведеною сестрою Аврелії Луціли, доньки імператора Луція Вера.